# Wissadula sordida
Wissadula sordida är en malvaväxtart som beskrevs av Bénédict Pierre Georges Hochreutiner. Wissadula sordida ingår i släktet Wissadula och familjen malvaväxter. Inga underarter finns listade i Catalogue of Life.